# Dina Litovsky
Dina Litovsky (Donetsk, 1979) es una fotógrafa ucraniana, afincada en la ciudad de Nueva York, Estados Unidos.

## Educación y primeros años
Litovsky nació en Donetsk, en Ucrania. Se trasladó a Nueva York en 1991, donde estudió Psicología en la Universidad de Nueva York. En 2010 obtuvo su título de posgrado en Fotografía en la Escuela de Artes Visuales de Nueva York.

## Fotografía
Su trabajo ha aparecido en The New York Times, National Geographic, New York Magazine, Photo District News (PDN), Esquire, The New Yorker, Wired y otros. Litovsky fue seleccionada para PDN 30 fotógrafos nuevos y emergentes, para hacer el seguimiento al año 2014. En 2020, Litovsky ganó el Premio Nannen, un galardón alemán que reconoce la fotografía documental.
El trabajo de Litovsky puede describirse como sociología visual. A menudo se centra en las subculturas y en la idea del ocio. Le interesa la situación y el comportamiento de las mujeres.
Su serie Dark City (Ciudad oscura, en español) es un retrato cinematográfico, influenciado por Edward Hopper, de la ciudad de Nueva York durante la pandemia del COVID-19. Where the Amish Vacation trata sobre los viajeros amish y menonitas que se relajan en Sarasota, Florida. Meatpacking trata sobre la política sexual del distrito Meatpacking de Nueva York. Fashion Lust está entre bastidores y en primera fila en la semana de la moda de Nueva York, París y Londres. Bachelorette es una mirada íntima al ritual moderno de la despedida de soltera. Untag this Photo se ocupa de la influencia de las cámaras del iPhone y de las redes sociales en el comportamiento público de las mujeres jóvenes en los locales nocturnos.